# دانيال إتش بينك
دانيال إتش بينك (1964) هو كاتب لخمسة كتب حول الأعمال والإدارة التي بيعت منها مليوني نسخة حول العالم وترجمت إلى 34 لغة.
كان مضيف برنامج السيطرة على الحشد على قناة ناشونال جيوغرافيك، الذي بدأ في نوفمبر 2014.  

## النشأة والعمل
نشأ بينك في بلدة بضاحية بيكسلي، أوهيو، خارج كولومبوس. يدعي أنه في طفولته كان متميزا في «فريق رياضي، مكتبات عامة، ومسلسلات هزلية.» تخرج من ثانوية بيكسلي عام 1982، ومضى للحصول على درجة باكالوريوس من جامعة نورث وسترن ، حيث كان ترومان سكولار (منحة) وانتخب كفي بيتا كابا . في عام 1991، تلقى دكتوراه قانون من كلية ييل للحقوق، حيث عمل كرئيس تحرير مراجعة قانون وسياسة يال. 
قرر بينك عدم ممارسة القانون، وعمل في مناصب سياسية واقتصادية مختلفة. عمل كمساعد لوزير العمل روبرت ريش،  و كان من 1995 إلى 1997 كاتب خطابات رئيسي لنائب رئيس الولايات المتحدة آل جور. في عام 1997، ترك عمله للخروج بنفسه، في تجربة وصفها في مقالة وكيل دول مجاني 1998 في مجلة فاست كومباني ، التي أصبحت أساس كتابه الأول .

## الكتب
كتب بينك خمس كتب مركزة على تغيير مكان العمل، وظهرت على لائحة نيويورك تايمز لأكثر الكتب مبيعا:
1. أن تبيع هو أن تكون إنسانا:الحقيقة المفاجئة حول تحريك الآخرين
2. القيادة: الحقيقة المدهشة حول التحفيز
3. مغامرات جوني بونكو:آخر مرشد عمل ستحتاجه نهائيا
4. عقل كامل جديد:لماذا سيحكم المبدعون المستقبل
5. وكيل دولة مجاني:مستقبل العمل لنفسك

ظهرت مقالاته في العمل والتكنولوجيا في نيويورك تايمز،هارفارد بزنس ريفيو،فاست كومباني ووايرد.
ابتداء من 2012، محادثة بينك سنة 2009 في أحجية التحفيز من أكثر عشرة محادثات مشاهدة في تيد.
في 2011، لقب المفكرون50 بينك كواحد من المفكرين الإداريين الخمسين الأكثر تأثيرا في العالم.

## أعمال منشورة

### الكتب
- 2001:وكيل دولة مجاني:مستقبل العمل لنفسك
- 2005:عقل كامل جديد:لماذا سيحكم المبدعون المستقبل
- 2008:مغامرات جوني بونكو:آخر مرشد عمل ستحتاجه نهائيا
- 2009:القيادة:الحقيقة المفاجئة حول ما يحفزنا
- 2012:أن تبيع هو أن تكون إنسانا:الحقيقة المفاجئة حول تحريك الآخرين

## روابط خارجية
- دانيال إتش بينك على موقع IMDb (الإنجليزية)
- دانيال إتش بينك على موقع إن إن دي بي (الإنجليزية)